# Sileni alcibiadis
Sileni Alcibiadis, de Erasmo de Roterdã, é uma de suas avaliações mais diretas sobre a necessidade de reforma da Igreja. Johann Froben o publicou primeiro em uma edição revisada do Adagia em 1515, depois como um trabalho independente em 1517.
Sileni é a forma plural (latina) de Sileno, uma criatura frequentemente relacionada ao deus romano do vinho, Baco, e representada na arte pictórica como foliões embriagados e alegres, montados em burros, cantando, dançando, tocando flautas, etc. Os Sileni aos quais Erasmo se referia eram pequenas figuras feias esculpidas que se abriam para revelar uma bela divindade dentro.
Alcibíades foi um político grego do século V a.C. e um general na Guerra do Peloponeso; ele aparece aqui mais como um personagem escrito em alguns dos diálogos de Platão - um playboy jovem e debochado externamente atraente a quem Sócrates tenta convencer a buscar a verdade em vez do prazer, sabedoria em vez de pompa e esplendor.
O termo Sileni – especialmente quando justaposto ao personagem de Alcibíades – pode, portanto, ser entendido como uma evocação da noção de que algo no interior é mais expressivo do caráter de uma pessoa do que aquilo que se vê no exterior. Por exemplo, algo ou alguém feio por fora pode ser bonito por dentro, o que é um dos pontos principais dos diálogos de Platão com Alcibíades e no Banquete, em que Alcibíades também aparece.

Em apoio a isso, Erasmo afirma,
"Qualquer pessoa que observe atentamente a natureza e a essência interior descobrirá que ninguém está mais longe da verdadeira sabedoria do que aquelas pessoas com seus grandes títulos, chapéus eruditos, faixas esplêndidas e anéis com joias, que professam ser o ápice da sabedoria."

—  Sileni alcibiadis
Por outro lado, Erasmo lista vários Sileni e então questiona se Cristo é o Silenus mais notável de todos eles. Os Apóstolos eram Sileni desde que foram ridicularizados por outros. Ele acredita que as coisas menos ostensivas podem ser as mais significativas e que a Igreja constitui todo o povo cristão – que, apesar das referências contemporâneas ao clero como o todo da Igreja, eles são apenas seus servos. Ele critica aqueles que gastam as riquezas da Igreja à custa do povo. O verdadeiro objetivo da Igreja é ajudar as pessoas a levar uma vida cristã. Os sacerdotes devem ser puros, mas quando se desviam, ninguém os condena. Ele critica as riquezas dos papas, acreditando que seria melhor que o Evangelho fosse o mais importante.